# 纳尔藏 (阿列日省)
纳尔藏（法語：Nalzen）是法国阿列日省的一个市镇，属于富瓦区（Foix）拉韦拉内县（Lavelanet）。该市镇2009年时的人口为136人。

## 人口
纳尔藏人口变化图示
| 数据来源：INSEE |